# Ekshärad sockendräkt
Ekshärad sockendräkt är en folkdräkt (eller bygdedräkt) från Ekshärads socken i Värmland.
Ekshäraddräkten som har 35 variationer olika från olika tidsepoker 

## Kvinnodräkt
Lös kjolficka 
| Plaggtyp   | Beskrivning                                                                                                | Ursprung |
| ---------- | --- | -------- |
| Kjol       | Livkjol, svart kjol med rynkparti upptill, mönstervävt kantband alternativt mörk och smalrandig            |          |
| Liv        | Röd ylledamast, skört, knäppt med häktor                                                                   |          |
| Överdel    | |          |
| Förkläde   | Randigt bomullstyg alternativt blå rask eller rött siden (historiskt brudförkläde)                         |          |
| Halskläde  | Brokigt, siden                                                                                             |          |
| Huvudbonad | Vitt hatt(gift), hårnäver med dekor (ogift) ett slags diadem av björknäver bemålat med en färgrik ornament |          |
| Ytterplagg | Grön eller svart tröja                                                                                     |          |
| Fotdon     | |          |

## Mansdräkt
| Plaggtyp   | Beskrivning                                                                                     | Ursprung |
| ---------- | ----------------------------------------------------------------------------------------------- | -------- |
| Byxor      | Svarta knäbyxor (vinter), skinnbyxor (sommar)                                                   |          |
| Väst       | Röd enkelknäppt, vadmal                                                                         |          |
| Överdel    | Broderad linneskjorta                                                                           |          |
| Halskläde  |                                                                                                 |          |
| Huvudbonad | Kyrkhatt                                                                                        |          |
| Ytterplagg | Lång rock, vadmal, midjesöm, knäppt med hyskor, uppslag på ärmar, rynkning från midjan i ryggen |          |
| Fotdon     | Vita med broderade röda liv vid vristen                                                         |          |